# 紐約州立大學奧本尼分校
紐約州立大學奧爾巴尼分校（英語：University at Albany, State University of New York，簡稱 SUNY-Albany）建於1844年，它是紐約州立大學系統的成員學校之一，也是該大學系統總部的所在地。紐約州立大學奧爾巴尼分校的學費對於留學生來講比一般紐約學府來得低廉。

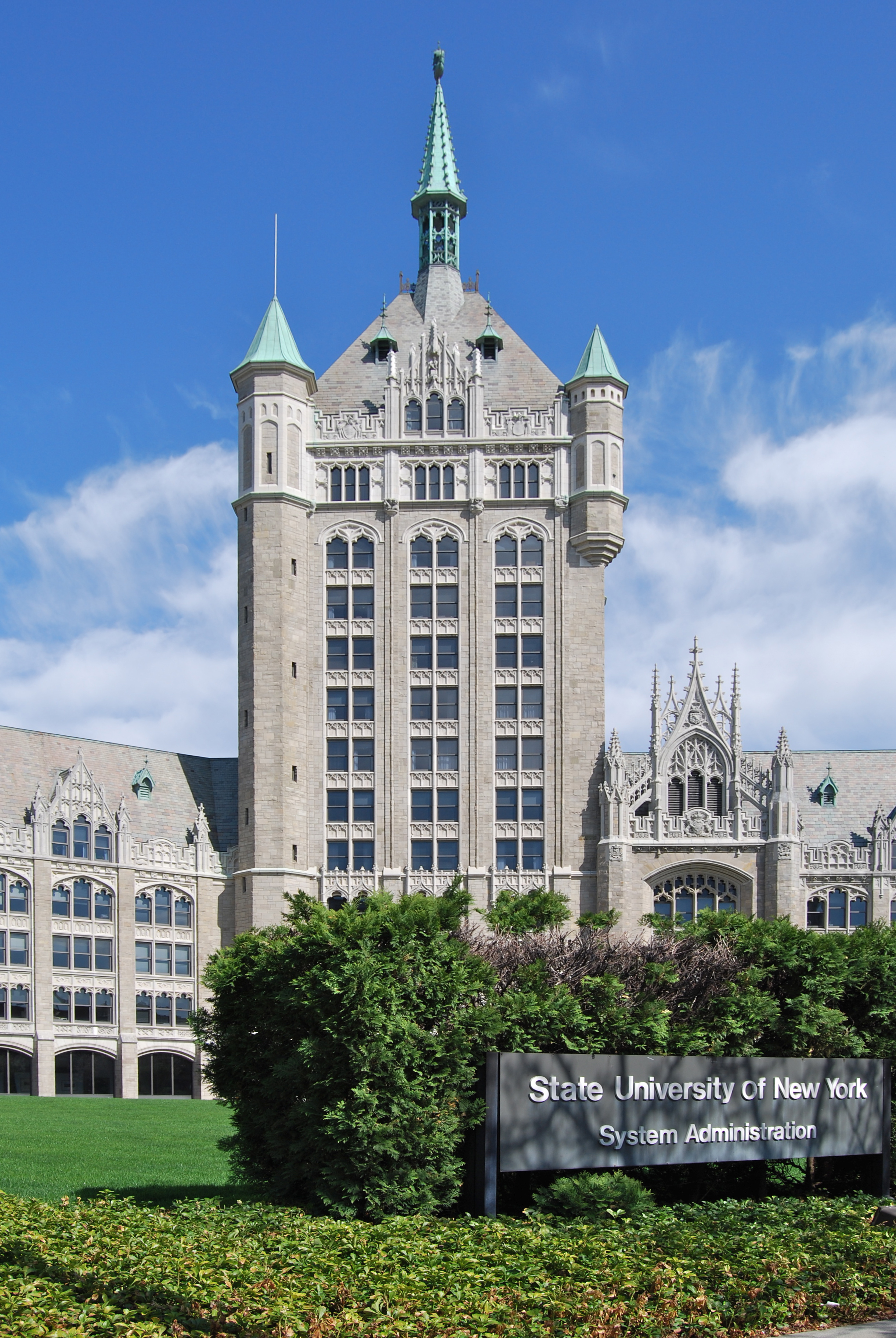
紐約州立大學總部

紐約州立大學奧爾巴尼分校擁有學生1.8萬多人，其中研究生5000多人，共設有221學位教學計劃，38博士學位教學計劃。

## 校园环境
紐約州立大學奧爾巴尼分校位於奧爾巴尼市，為纽约州州政府所在地，是所有州級的重要行政中心的所在地。往東開車3小時可到波士頓，往西4小時到水牛城，往南2.5-3小時到紐約市，往北3-4小時就可以抵達加拿大的蒙特婁市，交通方便。
奧爾巴尼市大致可分為上城區(Uptown)和下城區(Downtown)。下城區是行政區，辦公區和商業區；上城區主要是紐約州立大學奧爾巴尼分校的勢力範圍，及一般的住宅區。上城區(Uptown)是紐約州立大學奧爾巴尼分校主校區，位於在奧爾巴尼市內華盛頓大道。曾被建築評論家托馬斯·蓋恩斯描述為“耀眼"(Dazzling one-of-a-kind)，並將它稱為一個正式的傑作(a formal masterpiece)和古典浪漫主義的研究(a study in classical romanticism)。
該校由著名的美國建築師愛德華·德爾斯於1961-1962設計完成並於1963年至1964年建成，由校內建築如塔樓，圓頂，噴泉等設計可看出該校有著大膽的統一的設計風格。下城校區(downtown campus)位於西大道，鄰近紐約州政府與議會，是一座典型的喬治時代建築群，1909年至1966年為主校區，目前設有洛克斐勒公共事務與政策學院、刑事司法學院、社會福利學院，以及工程與應用科學學院。

## 學術研究
紐約州立大學奧爾巴尼分校共有九個學院，再加上一個榮譽學院。
人文科學學院（College of Arts and Sciences），共有21個系所，包括非洲研究、人類學、藝術和藝術史、大氣與環境科學、生物科學、化學、傳播、東亞研究、經濟學、英語、地理與規劃、歷史、語言、文學和文化 、拉丁美洲、加勒比和拉丁美洲研究、數學與統計、音樂與戲劇、哲學、物理學、心理學、社會學，以及婦女性別研究。
2005年成立的工程與應用科學學院（College of Engineering and Applied Science, CEAS）的使命是教育下一代工程與科學創新者，領導具有社會意義的前沿研究，以及培育學生在業界、政府、學術界擔任領導職務。本學院下設有三個系：
- 電腦科學系
- 電機與電腦工程學系
- 環境與永續工程學系

洛克斐勒公共事務和政策學院（Rockefeller College of Public Affairs & Policy）創建於1981年，以美國前副總統及州長納爾遜·洛克菲勒為名。本學院設有學士班（政治學、公共政策與管理）、碩士班（國際事務、政治學、公共行政與政策），及博士班（政治學、公共行政與政策），另外亦有在職進修班（非營利管理與領導、公部門管理、女性與公共政策）。學院致力於提供學術和公共服務事業教育準備，針對公共問題進行研究，並協助政府人員的持續專業發展，另外亦對聯邦政府、紐約州政府及外國政府和國際組織提供研究幫助，以實踐現代公民和治理的責任。
洛克斐勒公眾事務和政策學院為全美第19名，其中資訊科技與管理領域第4名（2020年排名）、公共管理與領導及非營利管理領域第12名、公共財政與預算第14名、公共政策分析為第34名。
本校商學院已通過AACSB商學院認證，學術知識及實務管理技能並重。商學院成立於1970年，學校的碩士和博士課程招收來自世界各地的學生。商學院大學部設有四項主修，工商管理、會計、數位鑑識及金融市場監管。工商管理提供多個主修，包括財務金融、網路安全、資訊科技管理、人力資源管理，共需修習61學分。金融市場監管為本學院和奧爾巴尼法學院合開的跨學科和專業之主修項目，該計劃集中於四個領域：商務，科技，法律和公共政策。
在碩士班方面，設有工商管理（MBA，包括全職與兼職）、會計、數位鑑識與網路安全、鑑識會計、稅務等研究所。
商學院學生須至公司企業進行實習，協助解決業務問題與進行案例研究。學生畢業後工作的企業包含General Electric、 Accenture、Ernst & Young、KPMG、PricewaterhouseCoopers、Deloitte、Goldman Sachs和Merrill Lynch等知名企業。商學院下設有紐約州中小企業發展中心（SBDC），被評為美國中小企業管理局十大中心之一。
新的商學院於2013年8月落成啟用，便被評為世界排名第五美的商學院並隨後命名為Massry Center for Business。
本校是第一所提供刑事司法學術研究的大學，該學系包含學士、碩士和博士學位。刑事司法學院建於1966年，後被稱為「奧爾巴尼模式」，將刑事司法學推廣於世界各地，使各大學開始提供相關刑事司法課程。

### 圖書館
紐約州立大學奧爾巴尼分校的圖書館被 Association of Research Libraries 評為全美前百圖書館之一，提供超過兩百萬本圖書。圖書館使用者可利用圖書館的線上系統和網站服務。

## 排名
紐約州立大學奧爾巴尼分校於2019年被Kiplinger's雜誌評為最有價值公立一流大學百大之一，其中州外排名為全美第90名，州內排名為全美第76名。2021年US News&World Report綜合排名為全國第147名